# XVIII Korpus Armijny (III Rzesza)
XVIII Korpus Armijny – niemiecki korpus armijny, uczestniczył w agresji na Polskę, Francję i Grecję. W 1940 roku przekształcony w XVIII Korpus Górski.
Sformowany 1 kwietnia 1938 roku. W 1939 roku brał udział w agresji na Polskę. Dowodzony był przez gen. Eugena Beyera, a kwatera dowództwa w przededniu inwazji znajdowała się w Uherskim Hradiszczu na Morawach. Wchodził w skład 14 Armii, początkowo obejmował 2 Dywizję Pancerną, 3 Dywizję Górską i 4 Dywizję Lekką, atakując w kierunku Krakowa. Do Korpusu przydzielone zostało Einsatzkommando 3/I pod dowództwem sturmbannführera SS Alfreda Hasselberga.
Skład XVIII KA w czasie agresji na Polskę był zmienny. 2 września jego dowództwo przekazało wszystkie trzy dywizje XXII Korpusowi, przejmując od niego 1 Dywizję Górską i 2 Dywizję Górską na prawym skrzydle 14 Armii, z zadaniem dokonania inwazji na Polskę z terytorium Słowacji. Napotkał na tym odcinku, w Beskidach, na silny opór polski i nie wcześniej niż 6 września zdołał przekroczyć Dunajec w rejonie Nowego Sącza. Część sił została odesłana na front zachodni, zanim korpus zajął Twierdzę Przemyśl 15 września. Wysunięte oddziały dotarły do Lwowa kilka dni wcześniej.
W 1940 roku XVIII Korpus uczestniczył w ataku na Francję. W czasie agresji na Grecję wchodził w skład  12 Armii i brał udział w ataku na linię Metaksasa bronioną przez armię grecką.
W dniu 30 października 1940 roku rozbudowany i przekształcony w XVIII Korpus Górski.

## Dowódcy korpusu
- gen. Eugen Beyer (do 5.06.1940)
- gen. por. Hermann Ritter von Speck (5.06.1940 - 15.06.1940)
- gen. Franz Böhme (15.06.1940 - do przemianowania na XVIII Korpus Górski[9])

## Struktura organizacyjna
Stan we wrześniu 1939 roku:
- 2 Dywizja Pancerna
- 3 Dywizja Górska
- 4 Dywizja Lekka